# نسبت جنسی
نسبت جنسی (به انگلیسی: Sex ratio) به نسبت میان نرها به ماده‌ها در یک جمعیت گفته می‌شود. «نسبت جنسی نخستین» نسبتی است که در زمان لقاح وجود دارد، «نسبت جنسی دومین» نسبتی است که در زمان تولد وجود دارد و «نسبت جنسی سومین» نسبتی است که میان جانداران بالغ وجود دارد.
در انسان، به‌طور معمول نسبت جنسی ۱۲۵ پسر به ۱۰۰ دختر در نظر گرفته می‌شود، که به آن به‌طور خلاصه نسبت ۱۱۵ می‌گویند. با این حال، در جوامع انسانی، نسبت جنسی در زمان تولد یا در میان نوزادان می‌تواند به شکل قابل توجهی انحراف داشته باشد که به دلیل سقط وابسته به جنس است. سازمان سیا تخمین می‌زند که نسبت جنسی کنونی جهان در زمان تولد ۱۲۷ پسر به ۱۰۰ دختر است. نسبت مردها به زن‌ها در جهان ۱۱۱ مرد به ازای ۱۰۰ زن است.

## نظر داروین؛ انتخاب جنسی بر پایه فراوانی جنسی
برپایه نظر داروین، فراوانی کنونی جنس‌ها نسبت به یکدیگر، بر نسبت جنسی فرزندان اثر می‌گذارد. برای نمونه اگر میزان نرها در یک جمعیت کم باشد، شانس جفت‌یابی برای ماده‌ها کاهش می‌یابد. در نتیجه، شانس بقای ماده‌ها کاهش یافته و والدین نسبت جنسی را به نفع نرها افزایش خواهند داد.

## اصل فیشر در نسبت جنسی؛ اصل سرمایه گذاری برابر
نظریه فیشر دربارهٔ علت تقریباً برابر بودن نسبت جنسیتی، یکی از نظریه‌های بسیار ارجاع داده شده در زیست‌شناسی تکاملی است. فیشر دیدگاهش را در استعاره‌ای اقتصادی بیان می‌کند. پدر و مادر انرژی تولید مثلی محدود خود را میان پسرها و دخترها تقسیم می‌کنند، و از سوی هر کدام از آن‌ها سودی دریافت می‌کنند که میزان مشارکت ژنتیکی در نسل‌های آینده‌است. از آنجا که هر فرزند میزان ماده ژنتیکی که از پدر و مادر دریافت می‌کند یکسان است، میزان مشارکت ماده‌ها و نرها در هر نسل یکسان است. در نتیجه نسبت جنسی، بر پایهٔ انتخاب طبیعی، خود را تنظیم می‌کند.